# Порфирины

Простейший порфирин — порфин

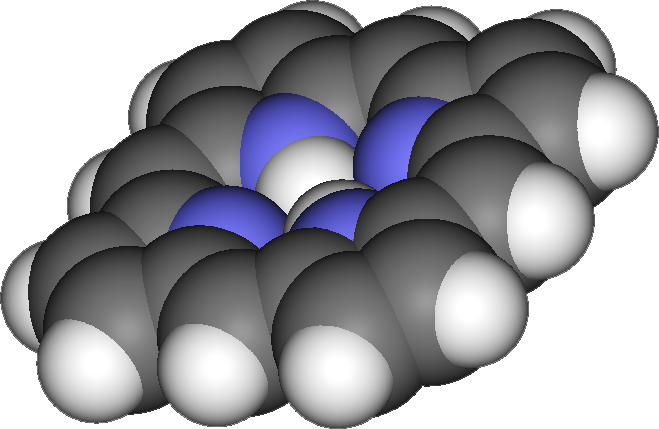
3D-модель молекулы порфина

Порфирины — природные и синтетические тетрапиррольные соединения, формально — производные порфина, макроцикла, образованного четырьмя пиррольными ядрами, соединёнными по α-положениям четырьмя метиновыми группами.
Порфирины — это предшественники гема, лишены железа. У животных избыточное накопление их в крови сопровождается развитием гемолитической анемии и спленомегалии, коричнево-жёлтой или почти чёрной пигментацией почек, костяка и дентина зубов (у свиней и крупного рогатого скота).

## Получение
Синтез порфиринов в лабораторных условиях обычно производят в равновесных условиях путём конденсации соответствующих альдегида и пиррола с последующим окислением получившегося хлорина. Например, при получении 5,10,15,20-тетрафенилпорфирин получают конденсацией 1 экв. бензальдегида с 1 экв. пиррола в присутствии каталитических количеств кислоты Льюиса (фторид бора, п-толуолсульфокислота…). На этой стадии происходит образование частично восстановленного порфирина (порфириногена) в виде нескольких таутомеров. Обычно их не выделяют, а в том же растворителе окисляют. Так как реакция образования порфириногена обратима, необходимо чёткое соблюдение временного и температурного режима. Кроме того, растворитель не должен содержать воду — она сдвигает равновесие в сторону исходных веществ.
Окисление проводят диоксидом марганца, п-хлоранилом, дихлордицианобензохиноном или аналогом.
На сегодняшний день это самый эффективный метод синтеза порфиринов. Относительно высокий выход и мягкие условия позволяют синтезировать таким методом широкий спектр симметричных и несимметричных порфиринов. Минусами метода являются необходимость больших разбавлений (10−2 — 10−3 М) и высокие требования к чистоте реагентов, к содержанию воды и к соблюдению условий эксперимента.
Второй путь — последовательное или конвергентное получение дипирролилметанов с последующей циклизацией. Финальная стадия в этом методе та же — окисление до получения ароматической порфириновой структуры. Этот метод позволяет производить хемоселективный синтез несимметричных порфиринов.
Несимметричная функционализация порфиринов проявляет низкую региоселективность, и поэтому почти не производится.
Для масштабных синтезов чаще применяется процедура Adler-Longo, по которой порфирин получают при кипячении эквимолярных количеств пиррола и альдегида в пропионовой кислоте с доступом (иногда при продувании) воздуха. Несмотря на существенно меньший выход, эта процедура зачастую оказывается выгоднее из-за того, что возможно уменьшение объёма растворителя почти на два порядка. Кроме того, за счёт отсутствия хлорорганических растворителей процедура значительно более экологична. Многие порфирины при охлаждении реакционной смеси выпадают в осадок в виде крупных кристаллов, что также удобно с препаративной точки зрения. Зачастую полученный таким образом порфирин не нуждается в дальнейшей очистке, однако при необходимости полученный порфирин можно очистить сублимацией или перекристаллизацией.

## Химические свойства и применение
Порфирин склонен к реакции электрофильного ароматического замещения в ядро. Например, тетрафенилпорфирин с высокой селективностью бромируется в порфиновое ядро, почти не давая продукта, бромированного в фенильные кольца.
Порфирин — отличный хелатирующий лиганд, способный комплексовать даже щёлочноземельные металлы.
Порфирины обладают крайне высокими молярными коэффициентами светопоглощения — порядка 105. Это обусловлено протяжённой сопряжённой электронной системой порфирина.
Порфирины являются примерами систем со значительным кольцевым током в сопряжённой системе. Это подтверждается отрицательными хим.сдвигами внутренних пиррольных протонов в спектрах ПМР. Кроме того, скорость протонного обмена внутри полости порфирина велика даже в апротонных малополярных растворителях, что служит указанием на наличие делокализации двух внутренних протонов по четырём пиррольным атомам азота и на наличие протонного тока в полости порфирина (протонный ток является предельным случаем прототропной таутомерии). Подтверждением этого является тот факт, что эти протоны в спектре ПМР даже при низких температурах и в неполярных растворителях дают заметно уширенный синглет.
Порфирины — азотсодержащие пигменты, входят в состав небелковой части молекулы гемоглобина, хлорофилла, ряда ферментов. Относятся к высшим гетероциклам. Благодаря уникальному набору физических и химических свойств порфирины и их аналоги привлекают интерес исследователей в области химии, биологии, медицины, оптики и материаловедения.
На основе порфиринов созданы катализаторы, сенсоры, лекарственные средства, органические полупроводники, жидкие кристаллы и материалы для нелинейной оптики. Гем, один из представителей порфиринов, является простетической группой гемоглобина, миоглобина, цитохрома c, цитохрома Р450 и др. Порфириновый скелет также лежит в основе структур растительных пигментов (хлорофилла, феофитина, феоборбида), вследствие чего порфирины можно широко использовать при исследовании и моделировании некоторых стадий фотосинтеза.
Некоторые производные порфирина вызывают большой интерес с точки зрения терапии онкологических заболеваний. Так димегин, обладая высоким сродством к раковым клеткам, избирательно фотосенсибилизирует их. Благодаря этому, последующее воздействие лазерного излучения приводит к редукции опухолевой ткани.